# Cloud (компания)
Cloud — российская группа компаний, предоставляющая услуги интернет-эквайринга, фискализации онлайн-платежей в соответствии с 54-ФЗ, управления платежами по всему миру и приему безналичных чаевых.
Входит в группу компаний Тинькофф.
География бизнеса компании — Россия, Европа и страны СНГ.
По состоянию на 2021 год компания вошла в топ-20 финтех-стартапов России по версии Visa в номинации «Услуги и продукты по подписке».
В 2022 году компания заняла 65-е место в рейтинге СNews100: крупнейшие ИТ-компании России, и 5-t место рейтинга CNewsFast: Самые быстрорастущие ИТ-компании 2021.

## История
Компания была основана как стартап 13 апреля 2014 года Дмитрием Спиридоновым и Константином Яном.
В сентябре 2014 года компания вышла на самоокупаемость. Ежегодно выручка компании растет на 100%.

### Сделка с Группой компаний Тинькофф
В октябре 2017 года Группа компаний Тинькофф приобрела 55% акций CloudPayments. Сумма сделки составила 290 млн рублей.
В мае 2019 года Тинькофф приобрел дополнительные 35% акций CloudPayments. В августе того же года сооснователь CloudPayments Константин Ян предложил Тинькофф выкупить его долю акций. В итоге доли распределились следующим образом: группе Тинькофф принадлежит 95%, Дмитрию Спиридонову — 5%.
Компании объединили стратегические интересы, опыт и ресурсы. Изменений для партнёров CloudPayments не произошло. Платежный сервис продолжает работать под собственным брендом и не предполагает значимых операционных изменений.
В январе 2023 года АО «Тинькофф Банк» выкупил принадлежащие Дмитрию Спиридонову 5% акций CloudPayments. Таким образом, TCS Group теперь владеет 100% долей в сервисе интернет-эквайринга CloudPayments: группе напрямую принадлежат 95% сервиса, а «Тинькофф банку» (входит в TCS Group) — 5%.

### Группа компаний Cloud
17 февраля 2022 года компания CloudPayments провела ребрендинг и объединила все бизнес-линии под одним брендом Cloud.
17 мая 2022 года сооснователь CloudPayments Дмитрий Спиридонов покинул должность управляющего директора Cloud. Генеральным директором компании стал Павел Власов.
С 1 июля 2022 года CEO CloudPayments стала Татьяна Глазачева, бывший генеральный директор Robokassa.

## Сервисы
- CloudPayments — сервис, предоставляющий услуги интернет-эквайринга для бизнеса
- CloudKassir — дочерняя компания, предоставляющая облачные онлайн-кассы для обслуживания интернет-бизнеса в соответствии с положениями 54-ФЗ.
- CloudTips — сервис для отправки и приема безналичных чаевых и донатов[14].
- CloudSoft — SaaS-продукт, позволяющий создать гибкое решение для приема платежей и выплат за счет быстрой интеграции с нужными мерчанту банками-эквайерами.

## Подразделения
В 2014 году открылся европейский офис CloudPayments в Риге (Латвия). Это позволило компании работать с клиентами из стран Евросоюза.
Весной 2016 года появилось подразделение CloudPayments в Казахстане. В 2018 году CloudPayments Kazakhstan первыми в Казахстане подключили для своих клиентов систему приема платежей Google Pay. А в 2019 году — одними из первых подключили систему приёма платежей Apple Pay.
В 2022 году планируется запуск подразделений в Узбекистане и Республике Беларусь.

## Награды и премии
- «Стартап года» (2014)[19].
- «Лучшее платежное решение года для E-com» по версии E-COMSPACE (2016)[20].
- Премия «Большой Оборот — 2018» в номинации «Платежи» (2018)[21].
- «Премия Рунета-2018» (2018)[22].
- «Лучший сервис для интернет-торговли» по версии E-COMSPACE (2018).
- «Золотой сайт-2018» в номинации «Сайт вендора, платформы, сервиса»[23].
- Премия «Большой Оборот — 2020» в номинации «Платежи» (2020)[21].
- Сооснователь и генеральный директор Дмитрий Спиридонов вошел в список «Топ-1000 российских менеджеров» (2020)[24].
- «Время инноваций-2020» в номинации «Продукт года» (продукт — CloudTips)[25].
- Премия HR-бренд 2020: категория «Малый бизнес» (2021)[26].
- CNews100: Крупнейшие ИТ-компании России 2020: 89 место (2021)[27].
- CNewsFast: Самые быстрорастущие ИТ-компании 2020: 2 место (2021)[28].
- Топ-20 финтех-стартапов России по версии Visa (2021)[1].
- Рейтинг крупнейших и самых динамично растущих финтех-компаний России по версии бизнес-клуба «Атланты» и компании Smart Ranking: 7 место по выручке и 2 место по росту (2021)[29].
- Премия «Качество обслуживания и права потребителей-2021» (2021)[30].
- CNews100: Крупнейшие ИТ-компании России 2021: 65 место (2022)[31].
- CNewsFast: Самые быстрорастущие ИТ-компании 2021: 5 место (2022)[2].

## Социальные сети
- VC
- Telegram
- VK